# Arthur (Nebraska)
Pour les articles homonymes, voir Arthur.
Le village d’Arthur est le siège du comté d’Arthur, dans l’État du Nebraska, aux États-Unis. Sa population s’élevait à 117 habitants lors du recensement de 2010, estimée à 119 habitants en 2016.